# Чмыхов, Артём Алексеевич
Артём Алексеевич Чмыхов (род. 28 ноября 1997, Кострома) — российский хоккеист, защитник. Обладатель Кубка Харламова 2017. Обладатель Кубка мира 2017.

## Карьера
Воспитанник московского клуба «Красная армия». С сезона 2014/15 в составе команды выступал в МХЛ. По окончании сезона 2015/16 был признан лучшим снайпером-защитником плей-офф (7 игр, 3 шайбы).
С сезона 2015/16 привлекался к играм ВХЛ в состав «Звезды».
В течение пяти лет играл в КХЛ за ЦСКА (2016—2021), «Сочи» (2018) и Северсталь (2021), после чего играл за воронежский «Буран». По окончании сезона 2021/22 стал игроком «Сибири», но первый сезон играл в составе новокузнецкого «Металлурга», который является фарм-клубом «Сибири». В августе 2023 года был обменян в «Авангард». 6 апреля 2024 года продлил контракт до конца сезона 2025/26. 20 сентября 2024 был обменян в «Адмирал» на денежную компенсацию.